# Farkas Molnár
Farkas Ferenc Molnár (Pécs, 21 de junio de 1897 – Budapest, 12 de enero de 1945) fue un arquitecto, artista gráfico y pintor húngaro que formó parte de la vanguardia que tuvo lugar en su país.

## Biografía
Nació en la ciudad de Pécs, donde residió durante toda su infancia y juventud y donde empezó en 1915 sus estudios universitarios en pintura en la Academia de Bellas Artes, acabando en 1917 e iniciando ese mismo año sus estudios en la Universidad Técnica de Budapest, donde fue alumno de Alfréd Forbát, aunque al poco tiempo fue expulsado de la misma.
En 1919 empezó su carrera profesional, trabajando como tipógrafo y como crítico de arte para la publicación Krónika, redactando artículos sobre futurismo y cubismo. Asimismo, también colaboró para la revista MA de la mano de Lajos Kassák, pasando a ser identificado como uno de los MA-ists. En paralelo, realizó exposiciones con sus pinturas e ilustraciones. Su participación en el movimiento de vanguardia húngaro le valió que, en 1921, Alfréd Forbát contactase con Molnár para que éste se convirtiera en miembro de la Bauhaus.
En Weimar, continuó sus estudios, siendo discípulo de Johannes Itten y Walter Gropius y en aquellos años desarrolló una gran actividad gráfica y en 1923 organizó su primera exposición en la Bauhaus y presentó en sociedad su Cubo Rojo, que se convertiría en el proyecto de vivienda más conocido de Molnár.
Desde 1924 empezó a trabajar con Georg Muche y Marcel Breuer y para ellos llevó a cabo diseños de diferentes tipos de casas adosadas y el acabado interior de las mismas. En 1925 regresó a Hungría y participó como miembro fundador de asociaciones de artistas y colaboró en diferentes revistas de arte.
En 1929 participó en el Congreso CIAM de Frankfurt convocado por Walter Gropius y se convirtió en cofundador del CIRPAC y en delegado de los CIAM en su país. En 1930 fue elegido miembro de la Cámara de Ingenieros húngara y en 1931 abrió su propio estudio de diseño, acometiendo diferentes diseños de residencia particular y edificios de viviendas hasta 1936.
En 1936 se hizo cargo de la Cámara de Ingenieros y en 1937 fue nombrado secretario del grupo de los CIAM recientemente formado para la Europa del Este.
Durante la Segunda Guerra Mundial, en enero de 1945, murió tras un bombardeo en la propia calle en la que se encontraba su lugar de residencia. Walter Gropius se hizo eco de su muerte y comentó que había muerto antes de la finalización de la obra de su vida.